# Künstliche Insel

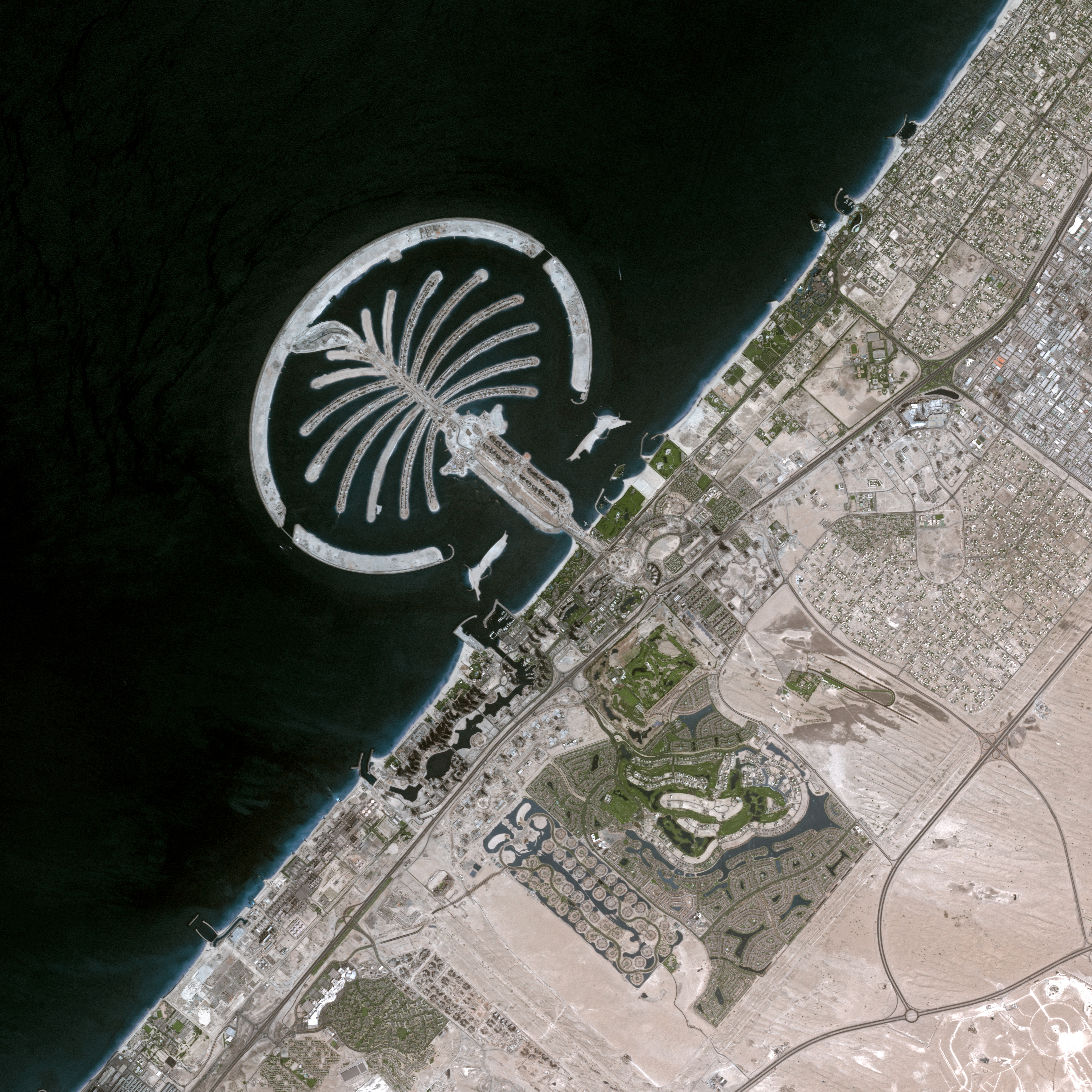
Satellitenbild der künstlichen Inselgruppe Palm Jumeirah

Als künstliche Insel bzw. künstliche Inselgruppe wird eine von Menschen ganz oder teilweise künstlich erzeugte Insel bzw. Inselgruppe in einem Meer oder einem Binnengewässer bezeichnet. Die Größe variiert dabei von kleinen Aufschüttungen, die beispielsweise eine Säule eines Gebäudes aufnehmen, bis hin zu Inseln, auf denen ganze Städte errichtet werden.

## Zweck und Entstehung
Frühe künstliche Inseln waren hölzerne oder steinerne Strukturen, die in flachen Gewässern errichtet wurden. Heutige künstliche Inseln werden für gewöhnlich durch Landgewinnung angelegt. Dabei handelt es sich oft um militärische oder kommerzielle Erweiterungen bereits bestehender Inseln (auf denen beispielsweise ein Flughafen gebaut ist) oder neuerdings auch um touristische Gebilde wie Palm Jumeirah in Dubai. Auch zur Gewinnung von Siedlungsraum, besonders in Ballungsgebieten, werden künstliche Inseln errichtet, wie zum Beispiel die Venetian Islands bei Miami aus den 1920er-Jahren oder zahlreiche künstliche Inseln in der Bucht von Tokio. Künstliche Inseln können auch der politischen und wirtschaftlichen Kontrolle dienen, wie die Insel Dejima in der Bucht von Nagasaki, über die zur Edo-Zeit der gesamte Handel und Außenkontakt zwischen Japan und Europa lief. Einige künstliche Inseln wurden auch für Naturschutzprojekte angelegt, wie die Insel Nigehörn.
Künstliche Inseln entstehen aber unter anderem auch, indem ein Stück Land beispielsweise durch den Bau eines Kanals vom umliegenden Gelände abgetrennt wird, wie es bei der Donauinsel der Fall war. Andere künstliche Inseln bilden sich beim Bau von Talsperren, bei denen jetzt Teile des Geländes über die Wasseroberfläche des Stausees ragen (Barro Colorado oder auch die weltweit größte künstliche Insel, die René-Levasseur-Insel).

## Geschichte

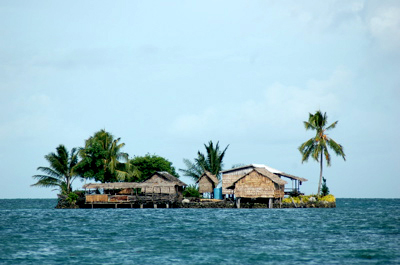
Riffinsel im Norden Malaitas.

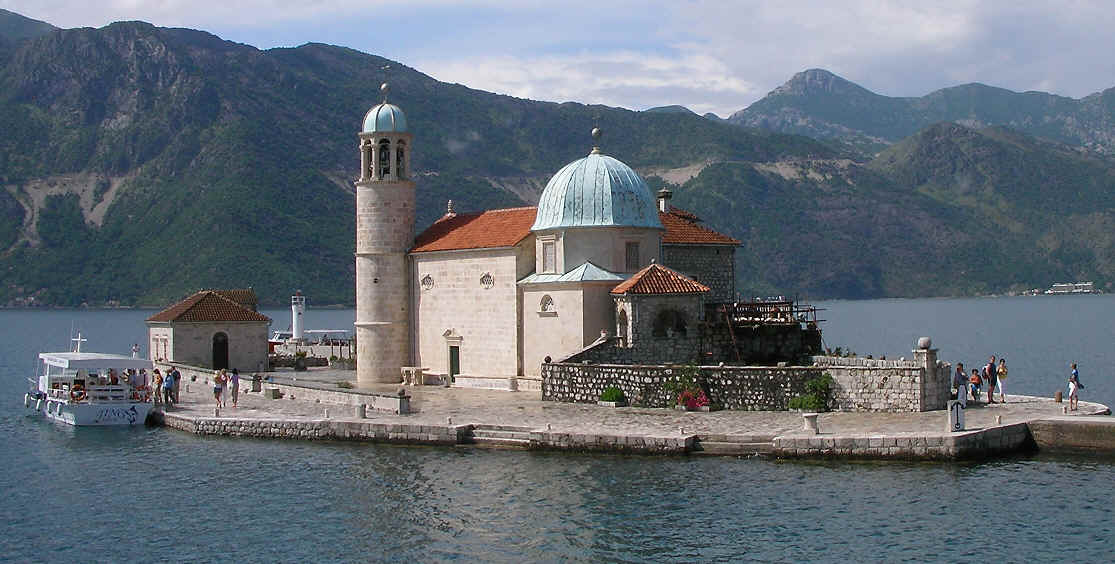
Gospa od Škrpjela, künstliche Insel vor der Küste Montenegros.

Obwohl sie ein Symbol für moderne Zeiten sind, hat das Anlegen künstlicher Inseln eine lange Geschichte in vielen Teilen der Welt. Sie reicht zurück bis ins Alte Ägypten, zu den Crannógs in Schottland und Irland, dem Ritualzentrum Nan Madol auf den Karolinen und den schwimmenden Inseln der Urus im Titicacasee. Tenochtitlan, die Hauptstadt der Azteken, stand auf einer kleinen natürlichen Insel im Texcoco-See, die von zahllosen künstlichen Inseln (Chinampas) umgeben war.
Die Einheimischen der Langa-Langa-Lagune und der Lau-Lagune auf Malaita (Salomonen) legten 60 künstliche Inseln auf dem Riff an, um sich vor Angriffen der Bewohner des Inselinneren von Malaita zu schützen. Die künstlichen Inseln wurden wortwörtlich Stein für Stein aufgebaut: Die Familien fuhren mit ihren Kanus zum Riff hinaus und tauchten dort nach Steinen, die sie am Bauplatz wieder ins Wasser fallen ließen. Das Leben auf den künstlichen Inseln war auch gesünder, da Moskitos hier nicht vorkamen.
Viele künstliche Inseln wurden bei Häfen angelegt, einerseits um sie von der Stadt abzuschotten, vor allem aber um Baugrund in den eng besiedelten Städten zu sparen. Ein Beispiel für den ersten Fall ist Dejima in der Bucht von Nagasaki, errichtet in der Edo-Zeit. Die Insel diente als abgeschlossenes Zentrum für niederländische Händler. Während der Abschließung Japans durften die Niederländer Nagasaki nicht betreten, umgekehrt blieb Japanern der Zutritt nach Dejima verwehrt. Aus einem ähnlichen Grund wurde Ellis Island in der Upper New York Bay aufgeschüttet. Die Insel diente als abgeschlossene Sammelstelle für Immigranten in die USA im späten 19. und frühen 20. Jahrhundert. Im Steinhuder Meer befinden sich zwei künstliche Inseln, die im 18. Jahrhundert errichtete Insel Wilhelmstein sowie die 1975 aufgespülte Badeinsel Steinhude. Weiterhin bekannt ist die Île Notre-Dame in Montreal, errichtet für die Expo 67. Die als künstliche Inseln errichteten so genannten Texas-Türme waren militärische Anlagen der USA.

## Größte künstliche Inseln
| Rang | Name                  | Größe (km²) | Ort                                     | Zweck                         |
| ---- | --------------------- | ----------- | --------------------------------------- | ----------------------------- |
| 1    | René-Levasseur-Insel  | 2.030       | Québec, Kanada                          | Naturschutzgebiet             |
| 2    | Flevopolder           | 970         | Niederlande                             | Stadtgründung, Landwirtschaft |
| 3    | Yas-Insel             | 25          | Abu Dhabi, Vereinigte Arabische Emirate | Yas Marina Circuit            |
| 4    | Flughafeninsel Kansai | 10,5        | Osaka, Japan                            | Flughafen                     |
| 5    | Chek Lap Kok          | 9,38        | Hongkong, China                         | Flughafen                     |
| 6    | Palm Islands          | 8           | Dubai, Vereinigte Arabische Emirate     | in Arbeit                     |
| 7    | Flughafeninsel Chūbu  | 6,8         | Aichi, Japan                            | Flughafen                     |
| 8    | Palm Jumeirah         | 6,5         | Dubai, Vereinigte Arabische Emirate     | Wohnungsbau                   |
| 9    | Rokkō Island          | 5,8         | Kōbe, Hyōgo, Japan                      | Wohnungsbau                   |
| 10   | Port Island           | 5,2         | Kōbe, Hyōgo, Japan                      | Wohnungsbau                   |

## Politischer Status
Gemäß dem internationalen Seerechtsübereinkommen gelten künstliche Inseln nicht als Hafenanlagen (Art. 11) und stehen unter der Verwaltung des nächstgelegenen Küstenstaates, solange sie innerhalb der 200-Meilen-Zone liegen (Art. 56). Künstliche Inseln haben nicht den Status von Inseln. Sie haben keine eigenen territorialen Gewässer und nehmen keinen Einfluss auf die Ausdehnung der 200-Meilen-Zone (Art. 60).  Auf der Hohen See darf hingegen jeder Staat künstliche Inseln anlegen (Art. 87).